# Thorsminde Kirke
Thorsminde Kirke er en kirke i fiskeribyen Thorsminde på tangen vest for Nissum Fjord. Den ligger i Sønder Nissum Sogn, Ringkøbing Provsti, Ribe Stift.
Kirken er indrettet i en tidligere redningsstation fra 1890, tilføjet en lille tagrytter og indviet 1939 og året efter et våbenhus. Altertavlen med midterfeltet Vandringen på søen er udført af Joakim Skovgaard-eleven Johan Mielche (1866-1917) som malede den til den nyopførte kirke i Thyborøn, 1908. Da kirken i Thyborøn på grund af byens vækst måtte udvides midt i 1930'erne, blev tavlen valgt fra, formentlig fordi den synede for lille til det store rum. I den ny kirke i Thorsminde passede den imidlertid fint, og her fik den sin nye plads sammen med andet tiloversblevet inventar fra Thyborønkirken: alterskranke, knæfald og prædikestol. Døbefonten fandtes på en mark ved Nørre Vosborg og menes at stamme fra det nærliggende Skærum Kloster.
Nord for kirken ligger kirkegården med blandt andet monument af Ejgil Westergaard over "dem der blev derude", med mindeplader for 15 fiskere der omkom på havet ved fem bådes forlis.
- Klokkestabel
- Mindet om dem der blev derude

## Eksterne kilder og henvisninger
- Wikimedia Commons har flere filer relateret til Thorsminde Kirke
- Thorsminde Kirke hos KortTilKirken.dk
- Sønder Nissum Sogn på Sogn.dk
- Billeder (Webside ikke længere tilgængelig) fra Nissumfjand.dk
- Billeder fra en totalrenovering 1995, Fuusgaard.dk